# 남산공원길 (서울)
남산공원길(南山公園길, Namsangongwon-gil)은 서울특별시 용산구 후암동부터 서울특별시 중구 회현동1가 산1-2까지를 잇는 도로다.

## 연혁
- 2010년 5월 20일: 도로명 주소 고시

## 주요 경유지
서울특별시
- 중구 (장충동2가 - 예장동 - 회현동1가)
- 용산구 (후암동 - 용산동2가 - 이태원동 - 한남동)

## 노선
| 교차로    | 접속 노선   | 소재지 | 소재지    | 비고                       |
| --------- | ----------- | ------ | --------- | -------------------------- |
|           | 소월로      | 용산구 | 후암동    | 교차로 이름 없음           |
|           |             | 용산구 | 용산2가동 | 해당 구간 주요 교차로 없음 |
| 후암동    |             | 용산구 |           | 해당 구간 주요 교차로 없음 |
| 용산2가동 |             | 용산구 |           | 해당 구간 주요 교차로 없음 |
| 중구      | 필동        |        |           | 해당 구간 주요 교차로 없음 |
| 중구      | 장충동      |        |           | 해당 구간 주요 교차로 없음 |
| 용산구    | 용산2가동   |        |           | 해당 구간 주요 교차로 없음 |
| 중구      | 장충동      |        |           | 해당 구간 주요 교차로 없음 |
| 용산구    | 용산2가동   |        |           | 해당 구간 주요 교차로 없음 |
| 용산구    | 이태원제2동 |        |           | 해당 구간 주요 교차로 없음 |
| 용산구    | 한남동      |        |           | 해당 구간 주요 교차로 없음 |
| 중구      | 장충동      |        |           | 해당 구간 주요 교차로 없음 |
| 중구      | 필동        |        |           | 해당 구간 주요 교차로 없음 |
| 중구      | 장충동      |        |           | 해당 구간 주요 교차로 없음 |
| 중구      | 필동        |        |           | 해당 구간 주요 교차로 없음 |
| 중구      |             | 소파로 | 회현동    | 교차로 이름 없음           |